# La Dialectique de la durée
La Dialectique de la durée est un livre de philosophie de Gaston Bachelard paru en 1936 chez Boivin et réédité en 1950 aux Presses universitaires de France. Il traite du temps et de l'ontologie. Il analyse les thèses de Bergson. Il expose une conception de la rythmanalyse.

## Contenu
Une recension de George Boas (en) présente l'ouvrage comme une « théorie atomistique du temps » (an atomistic theory of time). Le reviewer le conseille aux étudiants qui veulent sortir des difficultés relatives à la conception du temps comme un « continuum », et qualifie l'ouvrage d'étude psychologique et pas seulement dialectique. Il précise que Gaston Bachelard s'intéresse ici aux théories ondulatoires de la matière en lien avec le temps.